# Юссиньи-Годбранж
Юссиньи́-Годбра́нж (фр. Hussigny-Godbrange	) — коммуна во французском департаменте Мёрт и Мозель, региона Лотарингия. Относится к кантону Эрсеранж.	

## География
Юссиньи-Годбранж расположен в 50 км к северо-западу от Меца на границе с Люксембургом. Соседние коммуны: Дифферданж и Оберкорн на севере (на стороне Люксембурга), Раданж на востоке, Тиль на юго-востоке, Тьерселе на юге, Виллер-ла-Монтань, Окур-Мулен на западе.

## Демография
Население коммуны на 2010 год составляло 3390 человек.
| 1962 | 1968 | 1975 | 1982 | 1990 | 1999 | 2010 |
| ---- | ---- | ---- | ---- | ---- | ---- | ---- |
| 4056 | 3499 | 3208 | 2871 | 2827 | 3076 | 3390 |